# Dotto escretore della ghiandola seminale
È detto dotto escretore della ghiandola seminale (o dotto della vescicola seminale) il condotto stretto e dritto che si unisce con il corrispondente dotto deferente per formare il dotto eiaculatorio.
Ogni vescicola seminale è costituita da un unico tubulo, arrotolato su sé stesso, dal quale si dipartono vari diverticoli irregolare a fondo cieco; i tubuli e i diverticoli sono collegati tra loro da tessuto fibroso. Quando srotolato, il tubo è circa del diametro di una penna, e varia in lunghezza da 10 a 15 cm. Termina posteriormente in un vicolo cieco; la sua estremità anteriore viene costretta in uno stretto canale dritto chiamato il dotto escretore della ghiandola seminale, che si congiunge con il dotto deferente per formare il dotto eiaculatorio.